# Eséka
Eséka – miasto w Kamerunie, w Regionie Centralnym, stolica departamentu Nyong-et-Kellé. W 2005 r. miasto liczyło ok. 22,7 tys. mieszkańców.
Przez miasto przebiega linia kolejowa. W mieście znajduje się lokalne lotnisko.
W mieście rozwinął się przemysł drzewny oraz olejarski.